# Beghinajele flamande
Beghinajul (în franceză béguinage, în neerlandeză Begijnhof) este un ansamblu de mici clădiri utilizate de beghine, confrerii romano-catolice fondate în secolul al XIII-lea în Țările de Jos, formate din femei credincioase care nu depuneau jurăminte monahale, nefiind în totalitate izolate de lume.

## Descriere
Un beghinaj este format dintr-o curte înconjurată de mici clădiri. Ele sunt adesea încercuite de un zid și despărțite de orașul propriu-zis de una sau două porți. Beghinele bătrâne sau sărace erau cazate aici de binefăcătorii lor.
Primele béguinage au fost înființate în secolul al XII-lea în ceea ce avea apoi să devină partea francofonă a Belgiei (Liège). Béguinagele se găsesc într-o zonă ce corespunde astăzi aproximativ Franței de nord și nord-est, Belgiei, Țărilor de Jos și Germaniei de nord-vest.
Beguinele formau o mișcare religioasă. Succesul lor, conform istoricului belgian Henri Pirenne, s-a datorat numărului mai mare de femei (față de bărbați) cauzat de violențe, războaie, operațiuni militare și semimilitare, în care bărbații își pierdeau viața. Numeroase femei rămase văduve sau nemăritate nu aveau de ales decât să se unească și să obțină ajutorul unor binefăcători bogați.
La fel, mănăstirile de maici se bucurau de mare succes în secolul al XII-lea. Regulile mai stricte ale ordinului cistercian și ale altor ordine determinau însă pe multe femei să caute comunități cu o disciplină mai puțin severă. În plus, aceste ordine monastice erau și suprasolicitate, ele refuzând multe cereri de admitere. Ca obstacol suplimentar, în unele cazuri era necesar un anume grad de prosperitate pentru ca o femeie să fie admisă într-o mănăstire oficială.
Ordinele orășenești, cum ar fi dominicanii, care nu puneau asemenea condiții, aveau și mai mult succes chiar din acest motiv.